# Pál Szalay
Pál Szalay (ur. 30 czerwca 1892 w Kuli, zm. ?) – węgierski kolarz, lekkoatleta specjalizujący się w biegach sprinterskich i skoku w dal, piłkarz, grający na pozycji napastnika, trener piłkarski.

## Kariera lekkoatletyczna
Szalay reprezentował Królestwo Węgier podczas V Letnich Igrzyskach Olimpijskich w 1912 roku w Sztokholmie, gdzie wystartował w trzech konkurencjach. W biegu na 100 metrów z nieznanym czasem zajął w swoim biegu eliminacyjnym drugie miejsce, co pozwoliło mu zakwalifikować się do fazy półfinałowej. Tam także z nieznanym czasem zajął czwarte miejsce w swoim biegu i odpadł z dalszej rywalizacji. W skoku w dal w fazie eliminacyjnej zaliczył jedynie pierwszą z trzech prób. Z wynikiem 5,98 metra zajął 25. miejsce. W sztafecie stumetrowców Szalay biegł na trzeciej zmianie. Ekipa węgierska dotarła do fazy półfinałowej.

## Kariera piłkarska
Reprezentował barwy budapesztańskiego klubu MTK.

## Kariera trenerska
W 1932 roku rozpoczął pracę trenerską w klubie piłkarskim Pontedera. Następnie do 1958 prowadził kluby Pro Patria, Pistoiese, Macerata, Castrum, Parma, Treviso, Giulianova, Rieti, Carrarese P. Binelli, Pisa, ponownie Pro Patria, Barletta, Matera, Andria i Monticchio Potenza.

## Rekordy życiowe
- bieg na 100 metrów – 10,8 (1913)
- skok w dal – 6,57 (1911)